# Trygodes niobe
Trygodes niobe là một loài bướm đêm trong họ Geometridae.